# Рувензоријски колобус
Рувензоријски колобус (лат. Colobus angolensis ruwenzorii) је подврста анголског колобуса, врсте примата (Primates) из породице мајмуна Старог света (Cercopithecidae).

## Распрострањење
Ареал подврсте је ограничен на област планине Рувензори, на граници ДР Конга и Уганде.

## Угроженост
Ова подврста се сматра рањивом у погледу угрожености од изумирања.